# Diecezja Les Cayes
Diecezja Les Cayes (łac. Dioecesis Caiesensis) – katolicka diecezja na Haiti należąca do archidiecezji Port-au-Prince. Została erygowana 3 października 1861 roku.

## Ordynariusze
- Jean-Marie-Alexandre Morice (1893–1914)
- Ignace-Marie Le Ruzic (1916–1919)
- Jules-Victor-Marie Pichon (1919–1941)
- François-Joseph Person (1941-1941)
- Jean Louis Collignan, O.M.I. (1942–1966)
- Jean-Jacques Claudius Angénor (1966–1988)
- Jean Alix Verrier (1988–2009)
- Guire Poulard (2009–2011)
- Chibly Langlois (2011 -)